# ロサイ・ドルフマン病
ロサイ・ドルフマン・ドストンブ病（英語: Rosai-Dorfman-Destombes disease, RDD disease）は、組織球増殖性疾患である。かつては反応性の病変とされてきたが、2024年発行の世界保健機関腫瘍分類第5版（血液リンパ系の腫瘍）では組織球/樹状細胞性新生物に分類されている。
ヒトヘルペスウイルス-6やEBウイルスの関与が疑われている。
病理組織学的には、S-100蛋白およびCD68陽性の組織球が増殖し、組織球の胞体内にリンパ球を主体とする炎症細胞が消化されずに存在する像（emperipolesis）が特徴的である。

## 疫学
どの年齢にも生じうるが、幼年期と若年成人期に好発する。

## 症状
無痛性の頚部リンパ節腫脹、発熱、白血球増多を認める。
25～40%でリンパ節外病変を認め、皮膚、上気道、軟部組織、眼窩、骨、唾液腺、中枢神経、消化管などに生じる。約10%ではリンパ節病変を認めず節外病変のみを認める。
約20%は無治療で自然寛解に至るが、約70%は軽快と再燃を繰り返し、残りの10%は治療を要する。

## 歴史
1969年、Junan RosaiとRonald Dorfmanが疾患概念を提唱した。